# مارینا کونفالونه
مارینا کونفالونه (ایتالیایی: Marina Confalone؛ زادهٔ ۲ ژوئن ۱۹۵۱) بازیگر اهل ایتالیا است. 
از فیلم‌ها یا برنامه‌های تلویزیونی که وی در آن نقش داشته است، می‌توان به لاسیدن و پرستار اشاره کرد.

## جوایز
- جایزه دیوید دی دوناتلو بهترین بازیگر زن (۲۰۰۲)
- جایزه انجمن ملی فیلم ایتالیا بهترین بازیگر نقش مکمل زن (۱۹۸۶)